# Le Château de Barbe-Bleue
Pour les articles homonymes, voir Barbe-Bleue (homonymie).
A kékszakállú herceg vára
Personnages
- Le duc Barbe-Bleue  (baryton ou basse)
- Judith, sa nouvelle épouse (soprano ou mezzo-soprano)
- Le Barde (rôle parlé)
- Les trois anciennes épouses de Barbe-Bleue (rôles muets)

Le Château de Barbe-Bleue (en hongrois : A kékszakállú herceg vára, littéralement Le Château du duc de Barbe-Bleue), opus 11, Sz. 48, est l'unique opéra de Béla Bartók.
La musique est composée sur un livret de Béla Balázs, entre février et septembre 1911, sous l'influence du Pelléas et Mélisande de Claude Debussy (composition de 1902, livret de Maurice Maeterlinck).
Pour ce qui est du système modal utilisé, le langage musical de Bartok est en partie né du système pentatonique (gammes à cinq notes), courant dans la Hongrie traditionnelle. En effet, son style est grandement imprégné par l'étude de la musique traditionnelle hongroise, un art alors oublié, que Bartok avait été collecter avec son ami le compositeur Zoltán Kodály, dans la Hongrie campagnarde et la Transylvanie, mais aussi en Roumanie et en Slovaquie. Le style Béla Bartók se rattache par cette œuvre et par les suivantes, au courant européen d'« identité nationale », né au XIXe siècle. En ce sens, il succède à la composition de style romantique (issue des légendes du monde germanique au début du XIXe siècle).
Béla Balázs écrit le livret au printemps 1910, à partir du poème de Maurice Maeterlinck Ariane et Barbe-Bleue en partant du conte de Perrault modifié par les ballades séculaires de Transylvanie. Ce livret est proposé aussi par Béla Balázs à Zoltán Kodály, qui avait été à Paris en mai 1907 avec lui assister à la création de l'opéra de Paul Dukas Ariane et Barbe-Bleue.
Le Château de Barbe-Bleue est créé à l'Opéra de Budapest le 24 mai 1918 avec Olga Haselbeck (Judith) et Oszkár Kálmán (Barbe-Bleue), dans une mise en scène de Dezső Zádor et sous la direction d'Egisto Tango. La création française a lieu à la Radiodiffusion-télévision française le 17 avril 1950 sous la direction Ernest Ansermet et dans une adaptation en français de Michel Dimitri Calvocoressi ; la première scénique est donnée à l'Opéra-Comique en 1960, avec Xavier Depraz (Barbe-Bleue).
Introduit par un prologue parlé, Le Château de Barbe-Bleue est composé d'un seul acte, dont le déroulement est scandé par l'ouverture successive des sept portes du château. Il ne met en scène que deux chanteurs, Barbe-Bleue (baryton-basse) et Judith (soprano ou mezzo-soprano), ainsi qu'un narrateur dans le rôle du barde qui ouvre l'opéra par un prologue.
Sa durée approximative est d'une heure.

## Argument
Ayant délaissé son fiancé et quitté ses parents, Judith arrive dans la demeure de son nouveau mari, le duc Barbe-Bleue, dont elle est la quatrième épouse. Elle lui demande l'accès à toutes les portes du château, pour, dit-elle, y faire entrer la lumière.
Barbe-Bleue, d'abord réticent, cède au nom de l'amour, mais la septième porte fait l'objet d'un interdit particulier que Judith va transgresser au prix de sa déchéance, elle trouvera derrière celle-ci les femmes disparues de Barbe-Bleue encore en vie.

## Genèse de l'œuvre: le conte de Charles Perrault
Paru en 1697, le conte de Charles Perrault, La Barbe bleue, aborde le thème de la déloyauté conjugale : l'épouse supposée soumise à son mari s'avérant irrespectueuse des règles établies, elle encourt la mort pour avoir désobéi. Le conte parle des tentations auxquelles l'être humain succombe et de leurs conséquences possibles.

## Analyse de l'œuvre

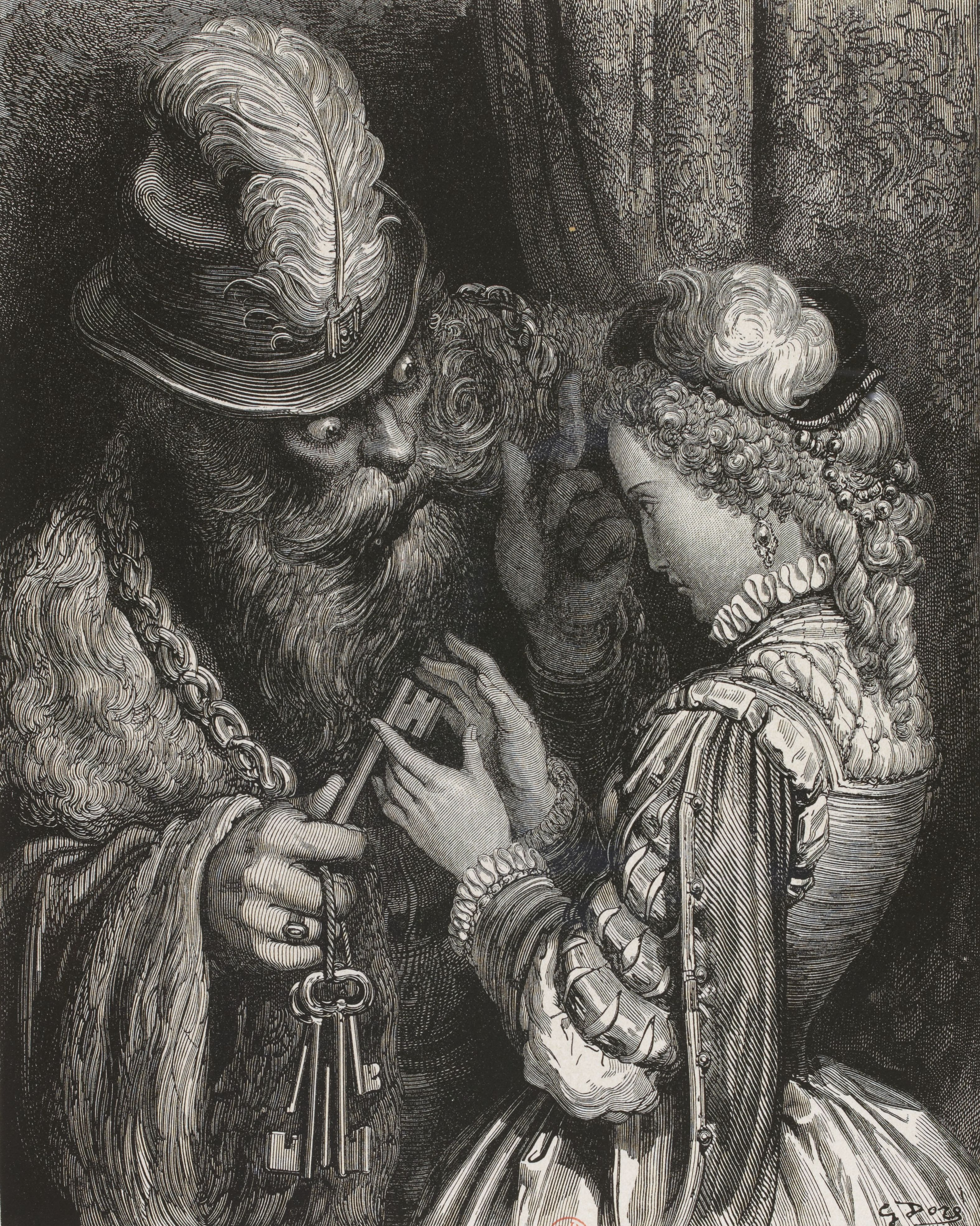
La Barbe bleue confiant le trousseau de clefs à sa jeune épouse. Illustration de Gustave Doré (1867).

Huit ans avant Balázs, Maurice Maeterlinck avait écrit Ariane et Barbe-Bleue. Paul Dukas en tira son unique opéra. Mais le livret hongrois est aux antipodes de celui de l'écrivain belge : ses protagonistes n'ont rien en commun avec Ariane et son époux. Le seul fait notable que Balázs a repris de Maeterlinck - et qui s'oppose aussi à Perrault - est qu'il n'y a pas d'épouse assassinée, mais des femmes cloîtrées. Ici, elles sont muettes alors qu'avec Dukas, elles sont en quelque sorte « ressuscitées » par Ariane. Avec Balázs, personne ne triomphe, c'est une tragédie de l'amour, un échec du couple qui nous est révélé. La déclaration au départ du barde introduit cet univers dont le spectateur, qui « lève le rideau des cils ».
Barbe-Bleue, quasi inexistant dans Ariane et Barbe-Bleue est le personnage central de l'opéra de Bartók. Généreux, amoureux, il multiplie toutefois ses mises en garde à son épouse et instaure la limite au-delà de laquelle il y a danger pour Judith, donc pour le couple. Cette limite n'est plus matérialisée par une porte unique à ne pas franchir comme dans le conte. Ici, sept portes constituent autant de lieux secrets révélateurs de l'âme du maître des lieux. Cette multiplicité des lieux tenus fermés leur confère un caractère moins inaccessible. Judith obtient l'ouverture des cinq premières portes avec une relative facilité malgré la dureté exprimée par la musique forte et le texte concis. Mais la réticence de Barbe-Bleue à répondre aux questions de son épouse et à ouvrir la dernière porte , après celle de la salle du lac des larmes blanches, s'effondre  devant l'insistance d'une épouse obnubilée par le sang (dit aussi par la rumeur qu'elle connaissait) qu'elle ne fait que voir (les objurgations de son mari, loin de la dissuader, semblent au contraire l'encourager).
Judith, reprenant les symboles de toutes les autres épouses, va les rejoindre. Ces épouses, bien qu'encore en vie, n'en sont pas moins figées, apparaissant dématérialisées ou subsistant symboliquement dans le registre du souvenir de la psyché de Barbe-Bleue …
Le choix du prénom Judith reste assez obscur. Si l'on se réfère à la Judith biblique, on peut dire que toutes deux partagent un trait de caractère : la détermination. Toutes deux parviennent à leurs fins, la première avait séduit Holopherne pour mieux l'assassiner, celle qui nous intéresse ira jusqu'au bout de son désir : mettre à nu la psyché de son époux.
Chez Perrault, c'est la terreur qui sous-tend l'action, l'épouse succombe à sa curiosité malgré la peur que lui inspire son époux. Avec Balázs et Bartók, la dramaturgie est réduite à une tension croissante perceptible dans l'absence de dialogue des protagonistes. Elle s'incarne dans le registre passionnel.

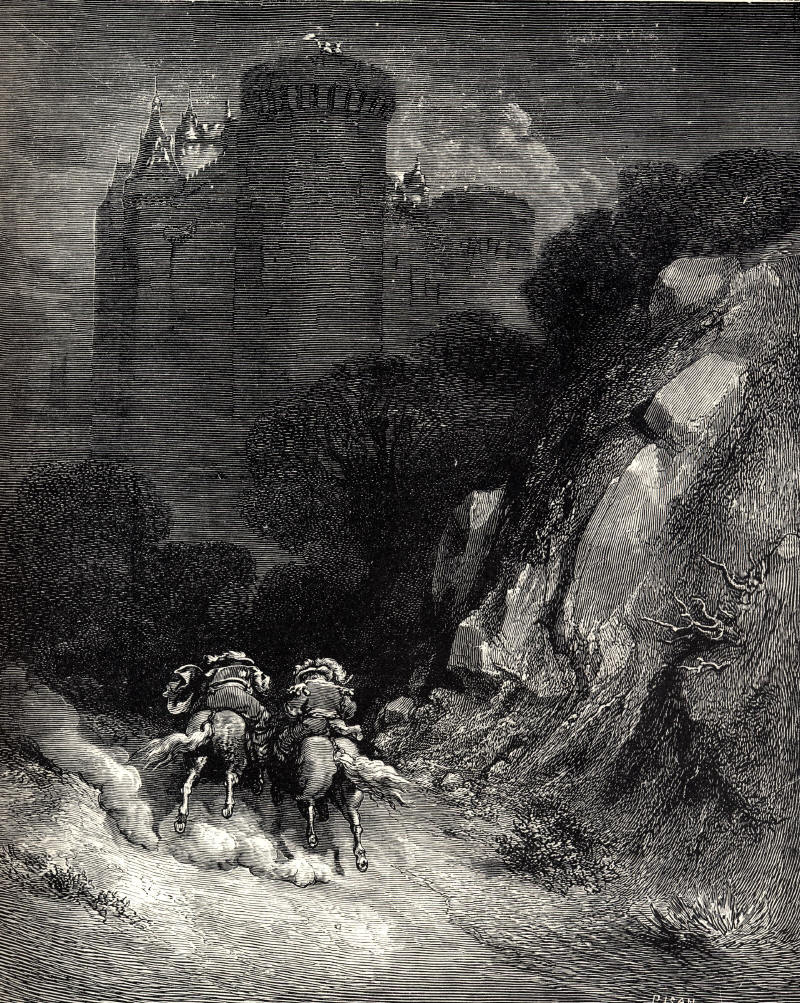
Illustration de Gustave Doré
pour La Barbe bleue de Charles Perrault.

Balázs n'a gardé du conte de Perrault que sa quintessence : la tentation, le désir d'assouvir une curiosité.
Quant à Barbe-Bleue, il n'est plus l'époux terrorisant et sanguinaire mais au contraire un être attentionné, porteur d'une souffrance cachée (le lac de larmes) qui l'humanise et ne le rend jamais monstrueux. Ce n'est plus de lui que va survenir le danger, c'est Judith qui en sera l'instigatrice.
Nous ne sommes plus ici dans le registre de la simple désobéissance décrit par Perrault mais dans un autre plus complexe qui va au-delà d'un simple écart de confiance.  C'est dans l'œuvre l'expression récurrente de sa volonté de faire entrer la lumière dans ce lieu.
Cet opéra aux symboles nombreux et riches laisse entrevoir dès les premières minutes avec l'ouverture de la première porte un certain climat fataliste repris par le thème du sang, quasi omniprésent dans l'œuvre.
C'est comme si l'amour entre Judith et Barbe-Bleue était déjà condamné. Cette impression est renforcée par les suintements permanents des murs du château. Au fur et à mesure que se joue le drame, lentement au départ puis de façon accélérée, la tension monte d'un cran, la nervosité de Judith s'amplifie jusqu'à la culmination de la tension psychologique à l'ouverture de la dernière porte et les accusations de celle-ci qui signent la fin d'une idéalisation amoureuse. Mais il est trop tard quand Judith comprend le processus morbide (au sens psychanalytique du terme) qu'elle a déclenché.
Le sang est communément associé à la vie. Toutefois, au-delà d'une lecture freudienne du symbole, son épanchement (sur les armes, le trésor, les fleurs, les nuages) est à considérer dans un retournement symbolique. Sans doute doit-on y lire les prémices d'une déprojection amoureuse, voire le signe plus général que quelque chose se meurt. Est-ce la mort même de Barbe-Bleue dont Judith et le château seraient les symboles annonciateurs ? Il est difficile de répondre à cette question tant l'opéra se prête à une pluralité d'interprétations, de par la multiplicité des symboles et le caractère allégorique de l'œuvre. Ce qui est certain, c'est qu'avec Judith finalement associée à la nuit, un cycle s'achève.

## Instrumentation
Quatre flûtes (dont deux jouant piccolos), deux hautbois, un cor anglais, trois clarinettes, (en la et si bémol, les deux premières jouant petites clarinettes, la troisième jouant clarinette basse), quatre bassons (le quatrième jouant contrebasson), quatre cors (en fa), quatre trompettes (en si bémol), quatre trombones, un tuba basse, deux harpes, un célesta, un orgue, timbales, grosse caisse, tambour piccolo, tam-tam, cymbales (plus cymbale suspendue), xylophone, triangle, cordes, sur scène quatre trompettes, quatre trombones. S'y ajoute un chœur sans paroles ad libitum pour l'ouverture des portes.

## Discographie

### Version originale en hongrois
| Direction           | Orchestre                                         | Barbe-Bleue              | Judith                    | Prologue   | Date d'enregistrement | Label (et date d'édition)                                                            |
| ------------------- | ------------------------------------------------- | ------------------------ | ------------------------- | ---------- | --------------------- | ------------------------------------------------------------------------------------ |
| Georges Sébastian   | Orchestre symphonique de la Radio de Budapest     | Mihály Székely           | Klára Palánkay            | —          | 1951 (concert)        | Arlecchino ARL 109 / Lys / Line Music                                                |
| Walter Susskind     | New Symphony Orchestra of London                  | Endre Koréh              | Judith Hellwig            | oui        | 1953                  | Arlecchino ; Bartok Records ; Praga Digitals                                         |
| János Ferencsik     | Orchestre national de l'Opéra de Budapest         | Mihály Székely           | Klára Palánkay            | —          | 1956                  | Hungaroton 772 207                                                                   |
| Antal Doráti        | Orchestre symphonique de Londres                  | Mihály Székely           | Olga Szőnyi               | —          | 1962                  | Mercury 434 3252 ; Philips 838 403 AY ; Brilliant Classics « Opera Collection » 9092 |
| István Kertész      | Orchestre symphonique de Londres                  | Walter Berry             | Christa Ludwig            | —          | 1965                  | Decca 466 3772                                                                       |
| János Ferencsik     | Orchestre philharmonique de Budapest              | György Melis             | Katalin Kasza             | —          | 1970                  | Hungaroton HCD 11486                                                                 |
| Pierre Boulez       | Orchestre symphonique de la BBC                   | Siegmund Nimsgern        | Tatiana Troyanos          | —          | 1976                  | CBS ; Sony SMK 64110                                                                 |
| Georg Solti         | Orchestre philharmonique de Londres               | Kolos Kováts             | Sylvia Sass               | oui        | 1979                  | Decca 433 0822                                                                       |
| Wolfgang Sawallisch | Orchestre de l'Opéra d'État de Bavière            | Dietrich Fischer-Dieskau | Julia Varady              | —          | 1979                  | Deutsche Grammophon                                                                  |
| János Ferencsik     | Orchestre de l'Opéra d'État hongrois              | Yevgeny Nesterenko       | Elena Obraztsova          | —          | 1980                  | Hungaroton                                                                           |
| Seiji Ozawa         | Orchestre symphonique de Boston                   | Gwynne Howell            | Yvonne Minton             | —          | 1981                  | Boston Symphony Orchestra - Broadcast Archives BSO CB 107                            |
| Rafael Kubelík      | New York Philharmonic                             | Siegmund Nimsgern        | Tatiana Troyanos          | —          | 1981 (concert)        | New York Philharmonic (Historic Broadcasts)                                          |
| Ádám Fischer        | Orchestre d'État hongrois                         | Samuel Ramey             | Éva Marton                | —          | 1987                  | CBS Records                                                                          |
| Iván Fischer        | Orchestre royal du Concertgebouw                  | Kolos Kováts             | Ildikó Komlósi            | oui        | 1990 (concert)        | RCO Live, 2011 (Anthology of the Royal Concertgebouw Orchestra, vol. 6)              |
| Eliahu Inbal        | Orchestre symphonique de la Radio de Francfort    | Falk Struckmann          | Katalin Szendrényi        | oui        | 1992                  | Denon                                                                                |
| Charles Dutoit      | Orchestre national de France                      | Csaba Airizer            | Éva Marton                | oui        | 1993 (concert)        | Estro Armonico                                                                       |
| Pierre Boulez       | Orchestre symphonique de Chicago                  | László Polgár            | Jessye Norman             | oui        | 1993                  | Deutsche Grammophon, 1998                                                            |
| Günter Neuhold      | Badische Staatskapelle Karlsruhe                  | Mihály Kálmándi          | Katalin Szendrényi        | oui        | 1996                  | Antes Edition/Bella Musica                                                           |
| Bernard Haitink     | Orchestre philharmonique de Berlin                | John Tomlinson           | Anne-Sofie von Otter      | oui        | 1996 (concert)        | EMI                                                                                  |
| Peter Eötvös        | Orchestre symphonique de la radio de Stuttgart    | Péter Fried              | Cornelia Kallisch         | —          | 2001 (concert)        | Hänssler                                                                             |
| Iván Fischer        | Orchestre du Festival de Budapest                 | László Polgár            | Ildikó Komlósi            | oui        | 2002                  | Philips ; Channel Classics, 2011                                                     |
| James Levine        | Orchestre philharmonique de Munich                | John Tomlinson           | Kremena Dilcheva          | oui        | 2003 (concert)        | Oehms Classics                                                                       |
| Jukka-Pekka Saraste | BBC Symphony Orchestra                            | John Tomlinson           | Jeanne-Michèle Charbonnet | oui        | 2004 (concert)        | BBC                                                                                  |
| Marek Janowski      | Orchestre philharmonique de Monte-Carlo           | Peter Mikulas            | Violeta Urmana            | oui        | 2006 (concert)        | Accord                                                                               |
| Marin Alsop         | Orchestre symphonique de Bournemouth              | Gustáv Beláček           | Andrea Meláth             | —          | 2007                  | Naxos                                                                                |
| Valery Gergiev      | Orchestre symphonique de Londres                  | Willard White            | Elena Zhidkova            | en anglais | 2009 (concert)        | LSO                                                                                  |
| Esa-Pekka Salonen   | Philharmonia Orchestra                            | John Tomlinson           | Michelle DeYoung          | en anglais | 2011 (concert)        | Signum Classics, 2014                                                                |
| Seiji Ozawa         | Orchestre international Saito Kinen               | Matthias Goerne          | Elena Zhidkova            | oui        | 2011                  | Universal/Saito Kinen Festival, 2016                                                 |
| Edward Gardner      | Orchestre philharmonique de Bergen                | John Relyea              | Michelle DeYoung          | oui        | 2019                  | Chandos                                                                              |
| Susanna Mälkki      | Orchestre philharmonique d'Helsinki               | Mika Kares               | Szilvia Vörös             | oui        | 2020 (concert)        | BIS Records, 2021                                                                    |
| Karina Canellakis   | Orchestre philharmonique de la radio néerlandaise | Gabor Bretz              | Rinat Shaham              | oui        | 2024                  | Pentatone, 2025                                                                      |

### Versions traduites
| Langue   | Direction              | Orchestre                                         | Barbe-Bleue              | Judith            | Date d'enregistrement    | Label (et date d'édition)                    |
| -------- | ---------------------- | ------------------------------------------------- | ------------------------ | ----------------- | ------------------------ | -------------------------------------------- |
| Français | Ernest Ansermet        | Orchestre national de la Radiodiffusion française | Lucien Lovano            | Renée Gilly       | 1950                     | Malibran Music CDRG 175 / Line Music         |
| Allemand | Ferenc Fricsay         | Orchestre symphonique de la radio suédoise        | Bernhard Sönnerstedt     | Birgit Nilsson    | 1953 (concert)           | Opera d'Oro OPD 1430 / Opera Depot OD 104341 |
| Allemand | Herbert Haeffner       | Orchestre symphonique de Vienne                   | Otto Wiener              | Ilona Steingrüber | 1953                     | Vox / Club National du Disque                |
| Japonais | Joseph Rosenstock      | Orchestre symphonique de la NHK                   | Teiichi Nakayama         | Kyoko Ito         | 1957                     | Naxos Japan, 2012                            |
| Allemand | Ferenc Fricsay         | RIAS-Symphonie-Orchester Berlin                   | Dietrich Fischer-Dieskau | Hertha Töpper     | 1958                     | Deutsche Grammophon 457 7562                 |
| Anglais  | Eugene Ormandy         | Orchestre de Philadelphie                         | Jerome Hines             | Rosalind Elias    | 1962                     | CBS ; Sony, 2018                             |
| Allemand | Rafael Kubelík         | Orchestre du Festival suisse de Lucerne           | Dietrich Fischer-Dieskau | Irmgard Seefried  | 1962 (concert)           | Audite, 2014                                 |
| Russe    | Guennadi Rojdestvenski | Grand orchestre symphonique de la Radio de Moscou | Evgeni Kibkalo           | Nina Poliakova    | 1965?                    | Melodiya                                     |
| Anglais  | Jean Martinon          | Orchestre symphonique de Chicago                  | Thomas Stewart           | Evelyn Lear       | 1967 (concert, 27 avril) | Disco Archivia 1064                          |
| Allemand | John Pritchard         | Gürzenich-Orchester Köln                          | Victor Braun             | Yvonne Minton     | 1978 (concert, 16 mars)  | Open Reel Tape - mr. tape 3056               |
| Anglais  | Mark Elder             | BBC National Orchestra of Wales                   | Gwynne Howell            | Sally Burgess     | 1992 (concert)           | BBC                                          |
| Anglais  | Richard Farnes         | Orchestra of Opera North                          | John Tomlinson           | Sally Burgess     | 2006                     | Chandos                                      |

## Vidéographie
| Direction              | Orchestre                                 | Barbe-Bleue    | Judith             | Langue   | Mise en scène   | Date d'enregistrement | Label (et date d'édition) |
| ---------------------- | ----------------------------------------- | -------------- | ------------------ | -------- | --------------- | --------------------- | ------------------------- |
| Guennadi Rojdestvenski | Orchestre symphonique du Bolchoï          | Evgeni Kibkalo | Nina Poliakova     | russe    | Vitali Golovin  | 1963                  |                           |
| Georg Solti            | Orchestre philharmonique de Londres       | Kolos Kováts   | Sylvia Sass        | hongrois | Miklós Szinetár | son 1979scène 1981    | Decca, DVD, 2008          |
| Ádám Fischer           | Orchestre philharmonique de Londres       | Robert Lloyd   | Elizabeth Laurence | hongrois | Dennis Marks    | 1988                  | Kultur Video, DVD, 2009   |
| James Levine           | Orchestre du Metropolitan Opera, New York | Samuel Ramey   | Jessye Norman      | anglais  | Göran Järvefelt | 1989                  | House of Opera            |